# Mali Log
Mali Log je naselje u slovenskoj Općini Loškom Potoku. Mali Log se nalazi u pokrajini Dolenjskoj i statističkoj regiji Donjoposavskoj regiji. 

## Stanovništvo
Prema popisu stanovništva iz 2002. godine naselje je imalo 227 stanovnika.